# Äbdischämil Nurpeissow
Äbdischämil Kärimuly Nurpeissow (russische Namensform Abdischamil Karimowitsch Nurpeissow; * 22. Oktober 1924 auf Kugaral, Oblast Qysylorda; † 5. Februar 2022 in Almaty) war ein kasachischer Schriftsteller und PEN-Präsident.
Äbdischämil Nurpeissow wurde in einer kasachischen Fischerfamilie am Aralsee geboren. Er kämpfte in der Roten Armee bei Stalingrad und im baltischen Raum. Für seinen Roman Kurland, in dem er diese Erlebnisse verarbeitet, erhielt er einen Literaturpreis der kasachischen Sowjetrepublik. Nurpeissow studierte am Maxim-Gorki-Literaturinstitut in Moskau und übersetzte Werke von Tschechow und Gorki ins Kasachische.
In einer Trilogie schreibt er über die Konflikte zwischen armen und reichen Kasachen in der Zeitspanne vom Ersten Weltkrieg bis zum Ende des Bürgerkrieges 1920. Sie besteht aus den Bänden "Morgendämmerung" (dt. 1961), Irrwege (dt. 1964) und Untergang (dt. 1970). In einer Ausgabe dieser Trilogie wurde auch eine erste Fassung des Romans Der sterbende See ohne Titel untergebracht. Die Moskauer Zensoren hatten dieses Werk auf den Index gesetzt, so dass der kasachische Verleger diesen Trick anwendete.
Die deutsche Erstveröffentlichung des Romans Der sterbende See erschien 1988 im Aufbau-Verlag Berlin und Weimar (DDR), eine Lizenzausgabe bei Bertelsmann folgte 1989.
2005 erschien der Roman in einer völlig überarbeiteten zweiteiligen Version. Es geht in diesem Roman um die Tragödie des Aralsees in Zentralasien und die menschlichen Konflikte, die damit verbunden sind. Es wird der Existenzkampf der Fischer gezeigt und die Kopflosigkeit von Wissenschaft und Politik in diesem Drama. Dies dürfte sicher eines der großen Werke der kasachischen Literatur sein. Die Veröffentlichung in Großbritannien und Deutschland erfolgte 2006. Nurpeissow leitete die Literaturzeitschrift »Juldyz« und war Präsident des kasachischen PEN-Clubs.

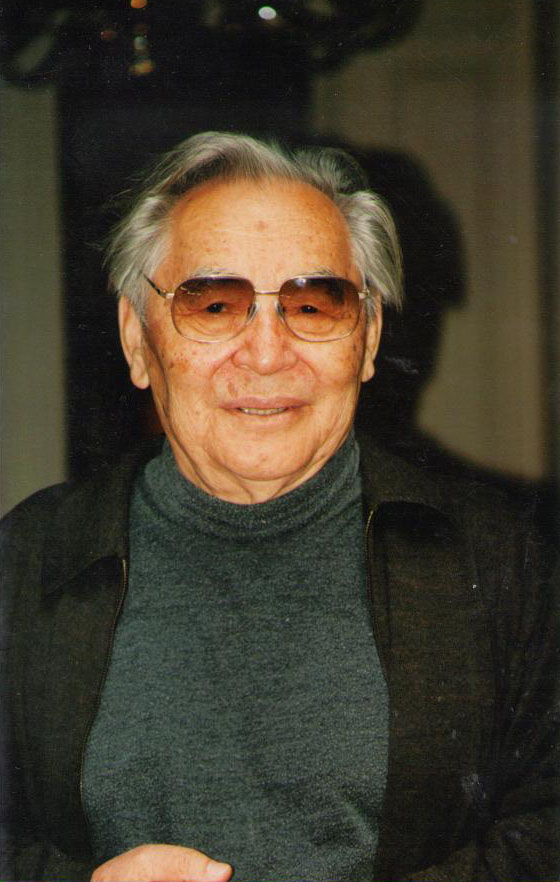
Nurpeissow 2013

## Werke
- Kurland
- Morgendämmerung
- Irrwege
- Untergang
- Der sterbende See, aus dem Russischen von Annelore Nitschke. Roman ISBN 393559747-9